# 博赫丹 (拉希夫區)
48°2′9″N 24°20′35″E / 48.03583°N 24.34306°E

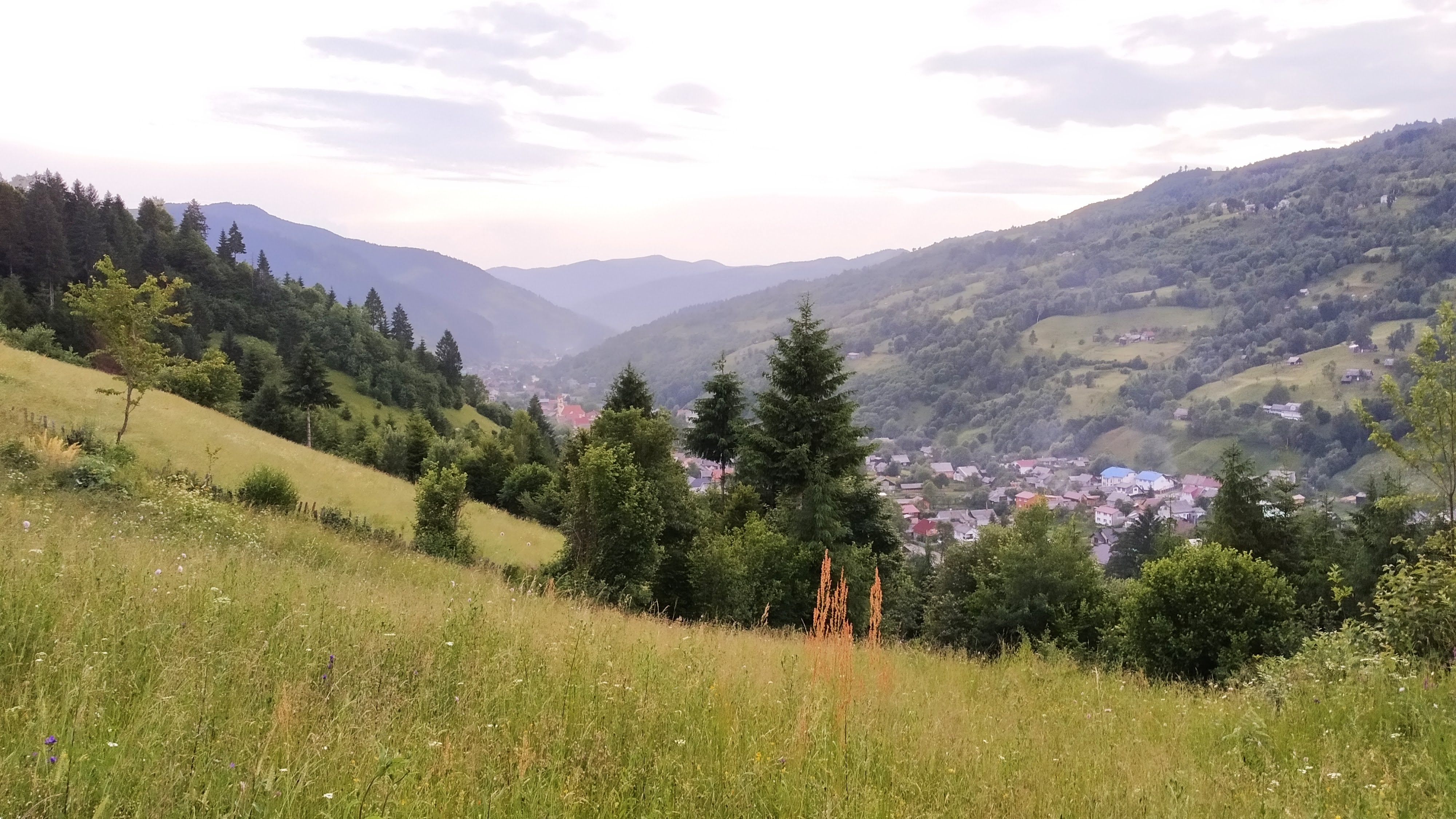
博赫丹村

博赫丹（烏克蘭語：Богдан），是烏克蘭西部外喀爾巴阡州拉希夫區博赫丹市镇内的村落及其行政中心。始建於十九世紀，面積12.9平方公里，海拔高度604米，2010年人口3,364。